# 강성주 (언론인)
강성주(姜聲周, 1952년 11월 17일 ~ )는 대한민국의 MBC의 보도국 기자로 활동했으며. 전 포항문화방송 사장이었으며, 재외동포저널 사장 편집인이다.

## 학력
- 서울대학교 인문대학 영어영문학과 학사

## 경력
- 2018.10 자유한국당 조직강화특별위원회 외부위원
- 2017 ~ 재외동포저널 사장, 편집인
- 2015.06 재외동포저널 편집위원
- 2010.03 포항문화방송 사장
- 2006.12 MBC 보도국 국장
- 2006.12 MBC 보도국 논설위원실 논설위원
- 2005 MBC 콘텐츠사업본부 콘텐츠기획팀 국장
- 2005.06 MBC 글로벌사업본부 국장
- 2003 ~ 2005.09 MBC 보도국 국장
- 2002 MBC 시사교양국 시사제작1국 국장
- 2001 MBC 보도국 부국장
- 2000 MBC 보도국 국제부 부장
- 1999 MBC 보도국 경제부 부장
- 1998 MBC 보도국 뉴스편집2부 부장
- 1997 MBC 보도국 국제부 부장
- 1996 MBC 보도국 전국팀 차장
- 1995 MBC 보도국 사회팀 차장
- 1991 전국언론노동조합 MBC 노동조합 본부 제2기노조 위원장
- 1989 MBC 보도국 외신부 기자
- 1987 MBC 보도국 보도제작부 기자
- 1987 MBC 보도국 사회부 기자
- 1983 MBC 보도국 경제부 기자
- 1978 MBC 보도국 기자 입사 (수습기자 입사 )